# Bugsted: Regreso a la Luna
Bugsted: Regreso a la Luna es una miniserie creada por Víctor M. López, Pepe Sánchez y Juancho Carrillo, producida por Vodka Capital y coproducida por Televisa Home Entertainment y Ánima Estudios. Se emitió en Disney XD durante los comerciales desde el 2014 hasta el 2017.

## Trama
En septiembre de 2012, una sonda espacial recogida de muestras de la Luna accidentalmente trajo un Bugsted vuelta a la Tierra. Eso estresante, viaje inesperado atrapado en el módulo espacial activa su mecanismo de defensa, dando lugar a la llegada de cientos de Bugsteds en nuestro planeta. Varados en la Tierra, que lo convierten en su misión para volver a la Luna.

### Características técnicas
- Formato: 13 episodios de 60-90 segundos cada uno
- Género: Comedia
- Objetivo: 8-12 años
- Técnica: 2D y 3D CGI

## Personajes
Los personajes principales de la serie son Jab conseguir el regreso a la Luna y Habilidades Vértigo, Montana, Emo, Jummpa, Panzer, Bommba, Juanito, Mole, Burbuja, Misil, Tornado, Sharky y Quaka. No pueden vivir el uno sin el otro, sino que también no puede dejar de ser egoísta y jugar bromas el uno al otro constantemente. Las diferentes fases de la luna cambian su personalidad para mejor o peor. Estos tres amigos no parecen sino que pueden comunicarse a través de ruidos, gestos y acciones.
- Emo: En la luna era un animal de la fiesta, pero cuando llegó a la tierra y descubrió la saga de crepúsculo, se convirtió totalmente fascinado con el universo emo, y él se convirtió en un tipo muy introspectivo. Él es el más inteligente y por eso él es el líder, incluso si no lo está buscando.
- Vertigo: Ella está locamente enamorado de Emo, aunque él no vuelve sus sentimientos. Se desmaya cada vez que la toca. Lleva un emblema de un ciclón
- Montana: Este es el espectador Bugsted final. Él puede arrasar obstáculos con sus habilidades del estratega. Tiene un emblema del número 1.

## Episodios
| Temporada | Episodios | España              | España               | Latinoamérica      | Latinoamérica      | México              | México              |
| Temporada | Episodios | Comienzo            | Final                | Comienzo           | Final              | Comienzo            | Final               |
| --------- | --------- | ------------------- | -------------------- | ------------------ | ------------------ | ------------------- | ------------------- |
| 1         | 13        | 3 de agosto de 2013 | 21 de agosto de 2013 | 2 de junio de 2014 | 2 de junio de 2014 | 13 de enero de 2014 | 29 de enero de 2014 |

### Temporada 1: 2013
| N.ºde serie | N.ºde temp. | Título                                                           | Estreno en España    | Estreno en Latinoamérica | Estreno en México   | Código |
| ----------- | ----------- | ---------------------------------------------------------------- | -------------------- | ------------------------ | ------------------- | ------ |
| 1           | 1           | «Bicho Cohete (LA)» «Bug Rocket»                                 | 5 de agosto de 2013  | 2 de junio de 2014       | 13 de enero de 2014 | 101    |
| 2           | 2           | «Globo la Luna (LA)» «Bubble Moon»                               | 6 de agosto de 2013  | 2 de junio de 2014       | 14 de enero de 2014 | 102    |
| 3           | 3           | «Tex Mex»                                                        | 7 de agosto de 2013  | 2 de junio de 2014       | 15 de enero de 2014 | 103    |
| 4           | 4           | «Houston, Tenemos un Problema (LA)» «Houston, We Have a Problem» | 8 de agosto de 2013  | 2 de junio de 2014       | 16 de enero de 2014 | 104    |
| 5           | 5           | «Desafío Extremo (LA)» «Extreme Challenge»                       | 9 de agosto de 2013  | 2 de junio de 2014       | 17 de enero de 2014 | 105    |
| 6           | 6           | «Bichoenstein (LA)» «Bugenstein»                                 | 12 de agosto de 2013 | 2 de junio de 2014       | 20 de enero de 2014 | 106    |
| 7           | 7           | «Ataque Artístico (LA)» «Art Attack»                             | 13 de agosto de 2013 | 2 de junio de 2014       | 21 de enero de 2014 | 107    |
| 8           | 8           | «Minigolf»                                                       | 14 de agosto de 2013 | 2 de junio de 2014       | 22 de enero de 2014 | 108    |
| 9           | 9           | «Abbubicho (LA)» «Abbugction»                                    | 15 de agosto de 2013 | 2 de junio de 2014       | 23 de enero de 2014 | 109    |
| 10          | 10          | «La Mosca (LA)» «Thy Fly»                                        | 16 de agosto de 2013 | 2 de junio de 2014       | 24 de enero de 2014 | 110    |
| 11          | 11          | «Demasiado Tarde (LA)» «Too Late»                                | 19 de agosto de 2013 | 2 de junio de 2014       | 27 de enero de 2014 | 111    |
| 12          | 12          | «Acuáticos (LA)» «Tsunami»                                       | 20 de agosto de 2013 | 2 de junio de 2014       | 28 de enero de 2014 | 112    |
| 13          | 13          | «Carrera Lunar (LA)» «Bugrace»                                   | 21 de agosto de 2013 | 2 de junio de 2014       | 29 de enero de 2014 | 113    |

## Estrenos Internacionales
| País | Canal                   | Logo                    | Estreno            | Título según el país       |
| --- | ----------------------- | ----------------------- | ------------------ | -------------------------- |
| Costa Rica · Argentina · Bolivia · Chile · Colombia · Ecuador · Guatemala · Honduras · Panamá · Paraguay · Perú · México · República Dominicana · Uruguay · Venezuela | Disney XD Latinoamérica |                         | 2 de junio de 2014 | Bugsted: Regreso a la Luna |
| Brasil | Disney XD Brasil        | Bugsted: De Volta à Lua | 2 de junio de 2014 |                            |

## Datos extras
- En el episodio Tex Mex, la imagen de la tienda ''TACOS'' es similar un dibujo taco basado en el programa reality-show Inanimate Insanity.
  - Antes de la proyección de La leyenda del Chupacabras en cines, se mostró este mismo episodio a modo de cortometraje al igual que lo hace Pixar.

- Datos: Q23875927